# BSI-Kompaktkupplung
Die BSI-Kompaktkupplung ist eine starre Mittelpufferkupplung zum Verbinden von Schienenfahrzeugen zu Zügen. Sie überträgt die Zug- und
Druckkräfte innerhalb eines Zugverbandes, kuppelt beim Eingreifen selbsttätig und lässt sich beim Vorhandensein entsprechender Bedieneinrichtungen vom Führerstand entkuppeln. Sie findet überwiegend bei Straßenbahnwagen und Regionaltriebwagen der Eisenbahn Verwendung.
Der Name BSI kommt vom ehemaligen Unternehmen Bergische Stahlindustrie in Remscheid, inzwischen Teil der Wabtec-Gruppe.

## Aufbau
Die BSI-Kompaktkupplung besteht aus einem metallischen Kupplungskopf, der zwei diagonal übereinander angeordnete Zapfen und zwei symmetrisch dazu angeordnete Nuten besitzt. Beim Kuppelvorgang zweier Wagen greifen die Zapfen der einen Kupplung in die Nuten der anderen ein, so dass eine Fixierung der beiden Kupplungsköpfe in vertikaler Richtung sowie quer zur Fahrtrichtung entsteht. Ein in den Kupplungen eingelassener Riegel dient der Übertragung der Längskräfte und schafft eine feste Verbindung zwischen beiden Kupplungen. Beim Entkuppeln werden die Riegel durch eine Mechanik zurückgezogen, so dass die beiden Kupplungen sich voneinander lösen.
Die BSI-Kupplung kann um Aufsätze ergänzt werden, um Luftleitungen, Strom- und Steuerleitungen miteinander zu verbinden. Diese Aufsätze können oberhalb, unterhalb oder (beidseitig) seitlich neben dem Kupplungskopf angeordnet werden. Die Kontakte werden im ungekuppelten Zustand durch Abdeckklappen geschützt, um einer Verschmutzung vorzubeugen.

## Verbreitung
Die BSI-Kompaktkupplung wurde von der Bergischen Stahl-Industrie entwickelt und wird seit den 1950er Jahren zunächst bei Straßenbahn-, später auch bei Eisenbahnfahrzeugen eingesetzt. Gegenüber den zuvor gebräuchlichen Trompetenkupplungen und Albertkupplungen besitzt sie den Vorteil, selbsttätig zu kuppeln, ohne dass dabei ein Mitarbeiter zwischen die Fahrzeuge treten muss, so dass der Kuppelvorgang erheblich vereinfacht wird. Außerdem ermöglicht das gleichzeitige, automatische Verbinden der Brems- und Steuerleitungen den Verzicht auf zusätzliche Kabel- und Schlauchverbindungen. Der Funktionsumfang der BSI-Kompaktkupplung entspricht dem der Scharfenbergkupplung.
Heute findet man die BSI-Kompaktkupplung beispielsweise bei den Straßenbahnbetrieben in Darmstadt, Dortmund und Bielefeld sowie bei den Regio-Shuttle-Triebwagen einiger Betreiber und bei den ICN der SBB, RABDe 500. In größerem Umfang sind BSI-Kupplungen bei englischen Eisenbahntriebwagen im Einsatz. Die Nederlandse Spoorwegen verwenden bei DD-AR Doppelstockzügen sowie einem Teil der Lokomotiven der Reihe 1700 tiefliegende BSI-Kompaktkupplungen zusätzlich zu den weiterhin vorhandenen, aber in diesem Fall nicht genutzten Schraubenkupplungen.

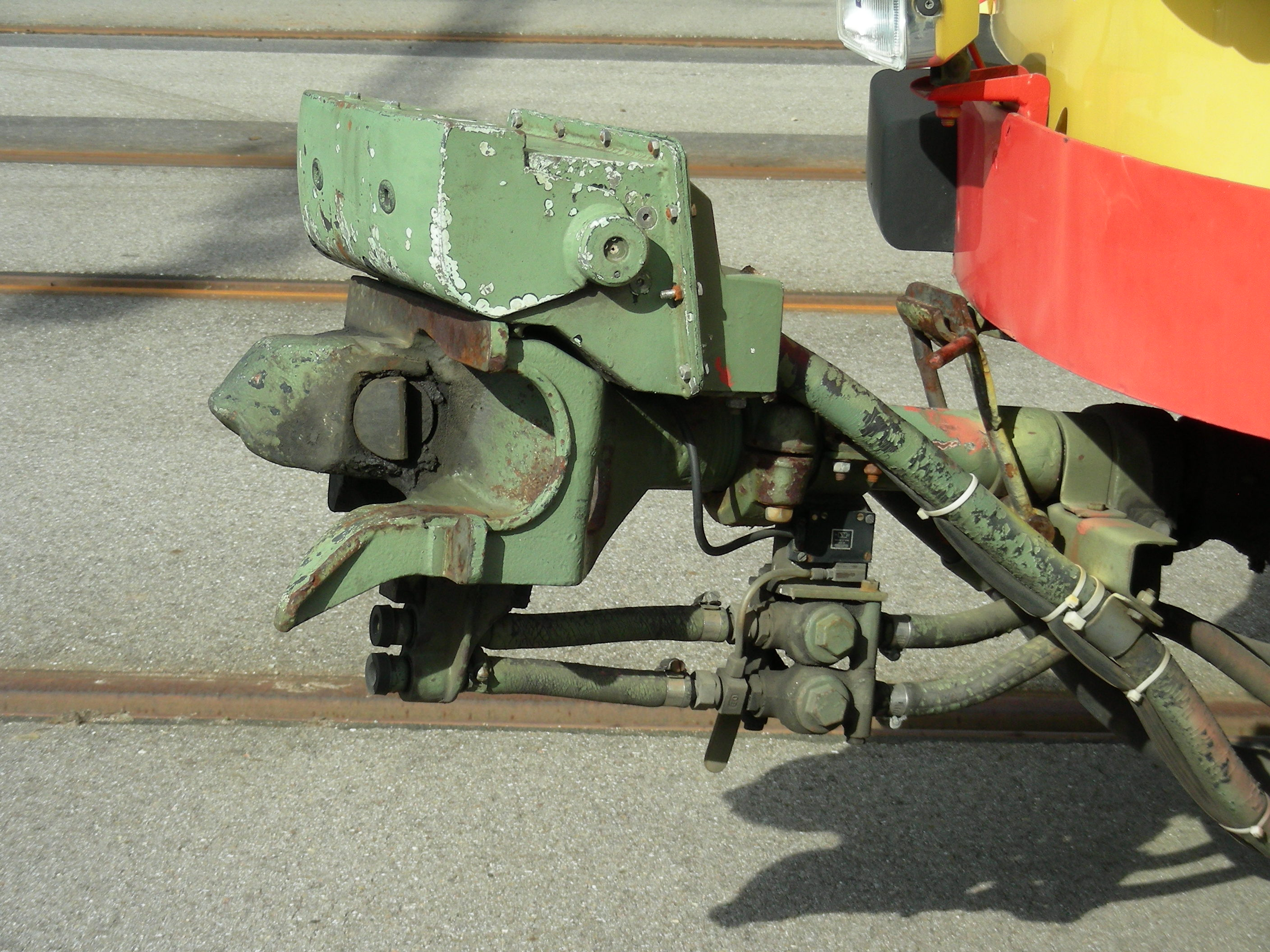
Kupplung mit Aufsatz zum Verbinden der Steuer- und untenliegenden Luftleitungen
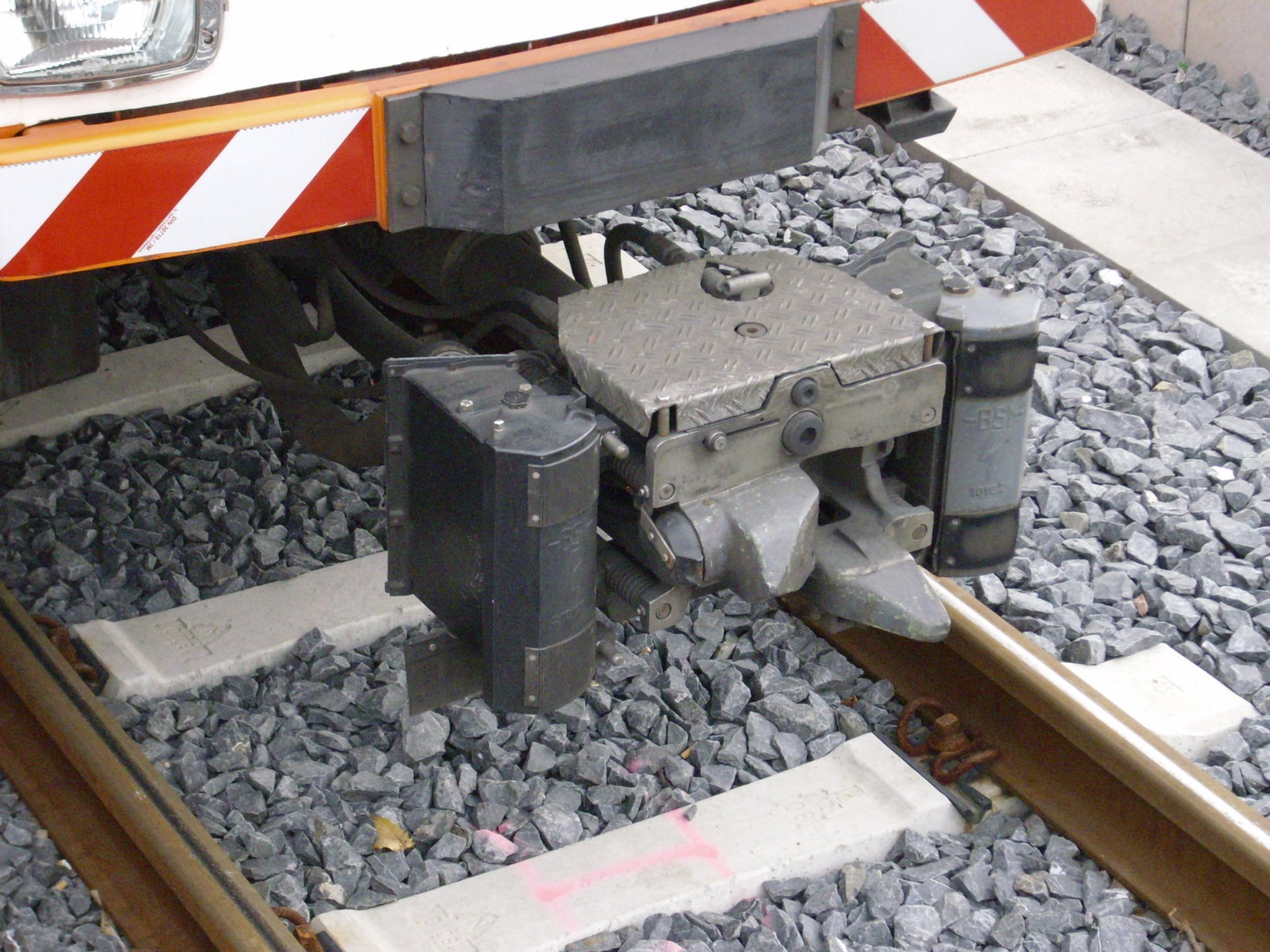
Kupplung mit seitlich angeordneten Kontaktaufsätzen
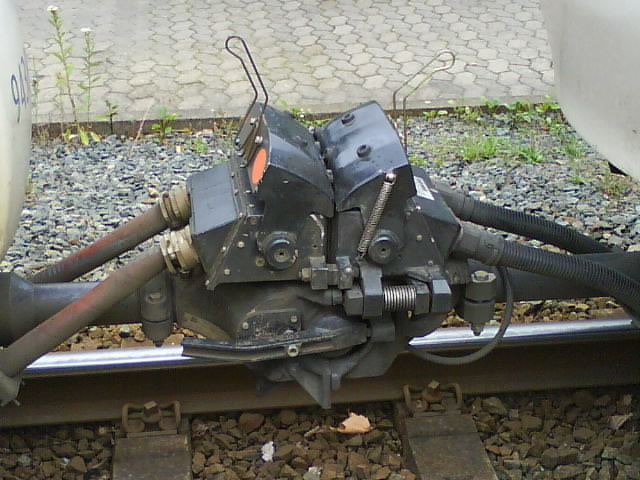
Gekuppelte BSI-Kompaktkupplungen mit Kontaktaufsatz
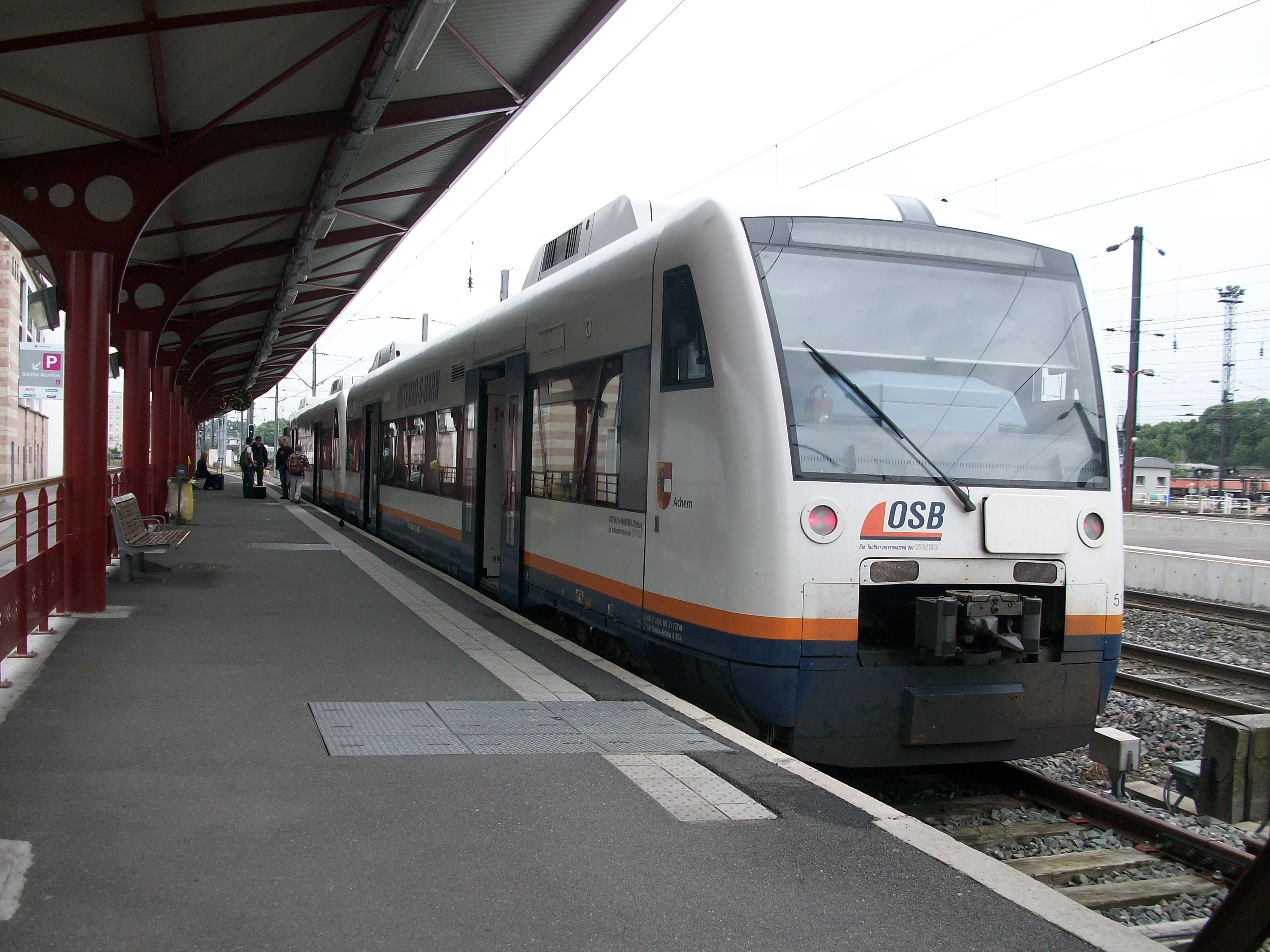
Regio-Shuttle der Ortenau-S-Bahn mit BSI-Kompaktkupplung
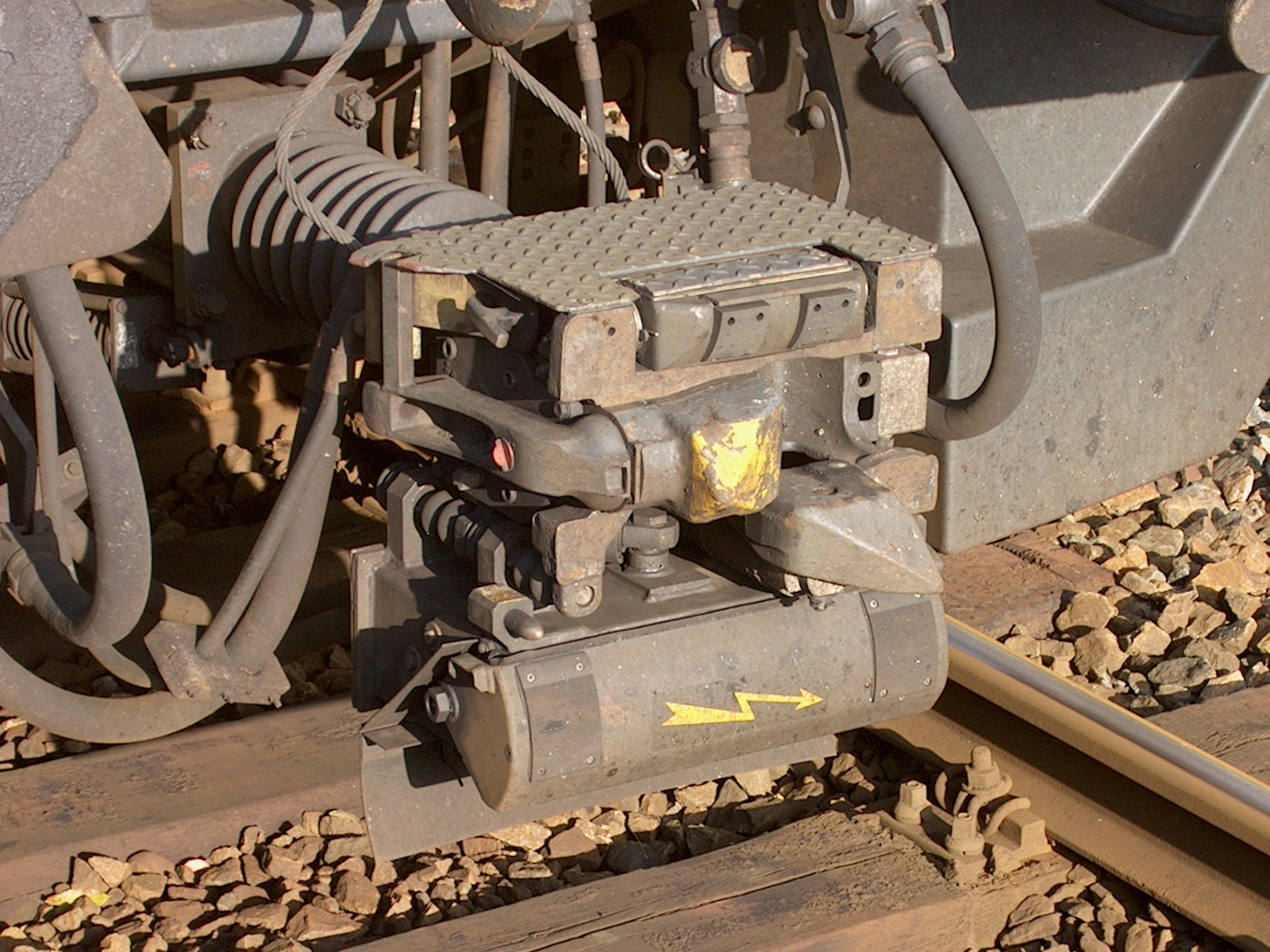
Tiefliegende Kupplung eines niederländischen Steuerwagens